# 서민규 (가수)
서민규(2000년 12월 7일 ~ )는 대한민국의 가수다. 2020년 싱글 《GRAB.DROP.POP》으로 데뷔했다. 이전 예명은 ITOWNKID였다.

## 방송
- 고등래퍼 3 (2019) - Top9(7위)
- 쇼미더머니 9 (2020) - 1차 예선 탈락
- 쇼미더머니 10 (2021) - Top132

## 공연
- 어나더레벨 콘서트 (2019)